# Paula Jofré
Pour les articles homonymes, voir Jofré.
Paula Jofré, née en 1982, est une astronome et astrophysicienne chilienne. Elle est nommée l'une des 100 prochaines (100 Next) du Time Magazine en 2019 pour son travail avec l'anthropologue britannique Robert Foley, résultant de leur collaboration sur la façon dont « les étoiles nées dans des parties particulières de l'univers pourraient être élémentairement liées parce qu'elles se condensent à partir des mêmes nuages interstellaires » et « transmettent leur chimie, un peu comme les parents transmettent des parties de leur ADN à leurs enfants »,.

## Biographie
Paula Jofré est née en 1982 et est l'aînée de trois filles d'un père chilien et d'une mère allemande.

### Éducation et travail
Jofré étudie au Collège allemand de Santiago et au Colegio Santa Úrsula de Vitacura, lycée pour filles. Son intérêt pour l'astronomie commence avec la suggestion de sa mère pour un projet scolaire, pour lequel elle se rend à l'Observatoire astronomique national (Chili) sur la colline de Calán et rencontre l'astronome José Maza.
À partir de cette introduction, son intérêt pour l'astronomie grandit au fil des années et elle postule et entre au diplôme d'astronomie à l'Université pontificale catholique du Chili, où elle obtient son diplôme et une bourse pour étudier à l'Institut Max-Planck d'astrophysique, en Allemagne. Elle obtient ensuite son doctorat à l'Université Louis-et-Maximilien de Munich.
Après cela, Jofré et sa famille déménagent en France, où elle entre à l'Université de Bordeaux pour un post-doctorat avec des projets liés à la mission spatiale Gaia. Elle est ensuite acceptée comme post-doctorante à l'Institute of Astronomy de l'Université de Cambridge. Au cours de cette période, elle travaille avec Gerard Gilmore et est également admise au King's College de l'Université de Cambridge. Là, elle rencontre Robert Foley et commence à enquêter sur « l'ADN des étoiles ». Ses recherches sont décrites par Lisa Grossman :

« Les étoiles du même nuage de gaz devraient avoir presque la même chimie. C'est similaire à la façon dont les frères et sœurs partagent une grande partie du même ADN. L'analogie est suffisamment proche pour que Jofré, Foley et leurs collègues aient construit un arbre à trois branches montrant les relations de 21 étoiles qui sont les sœurs du Soleil. Ils l'ont décrit [en 2017] dans les Monthly Notices of the Royal Astronomical Society. »

En 2017, elle retourne au Chili pour rejoindre le département d'astronomie de l'Université Diego-Portales, à Santiago, en tant que professeure assistante.

### Recherche
Les recherches de Jofré se concentrent sur l'étude de l'astronomie galactique, avec l'accent principal sur l'analyse des spectres stellaires, pour comprendre les processus physiques qui façonnent la Voie lactée. Elle s'intéresse à l'étude des étoiles observées avec des spectres à haute résolution, développant, entre autres, des arbres généalogiques basés sur l'origine de la matière qui compose les étoiles. Avec Robert Foley, elle a étudié les spectres chimiques du Soleil et de 21 autres étoiles locales, identifiant un type de connexion génétique entre elles et dressant des arbres généalogiques.

### Vie privée
Jofré est mariée à l'astronome Thomas Maedler. Ils ont deux enfants.

## Publications sélectionnées
- Jofré, P., & Weiss, A. (2011). The age of the Milky Way halo stars from the Sloan Digital Sky Survey. Astronomy & Astrophysics, 533, A59.
- Jofré, P., Heiter, U., Soubiran, C., Blanco-Cuaresma, S., Worley, C. C., Pancino, E. L. E. N. A., ... & Van Eck, S. (2014). Gaia FGK benchmark stars: Metallicity. Astronomy & Astrophysics, 564, A133.
- Jofré, P., Heiter, U., Soubiran, C., Blanco-Cuaresma, S., Masseron, T., Nordlander, T., ... & Vallenari, A. (2015). Gaia FGK benchmark stars: abundances of α and iron-peak elements. Astronomy & astrophysics, 582, A81.
- Jofré, P., Jorissen, A., Van Eck, S., Izzard, R. G., Masseron, T., Hawkins, K., ... & Manick, R. (2016). Cannibals in the thick disk: the young α-rich stars as evolved blue stragglers. Astronomy & Astrophysics, 595, A60.
- Jofré, P., Heiter, U., & Soubiran, C. (2019). Accuracy and precision of industrial stellar abundances. Annual Review of Astronomy and Astrophysics, 57, 571-616.

## Reconnaissances
- Le magazine Time l'a classée parmi les 100 personnalités les plus influentes de l'année 2019[2].
- Le magazine Science News l'a classée parmi les 10 scientifiques de moins de 40 ans les plus prometteurs au monde[1].